# 978 هـ
978 هـ هي سنة في التقويم الهجري امتدت مقابلةً في التقويم الميلادي بين سنتي 1570 و1571.

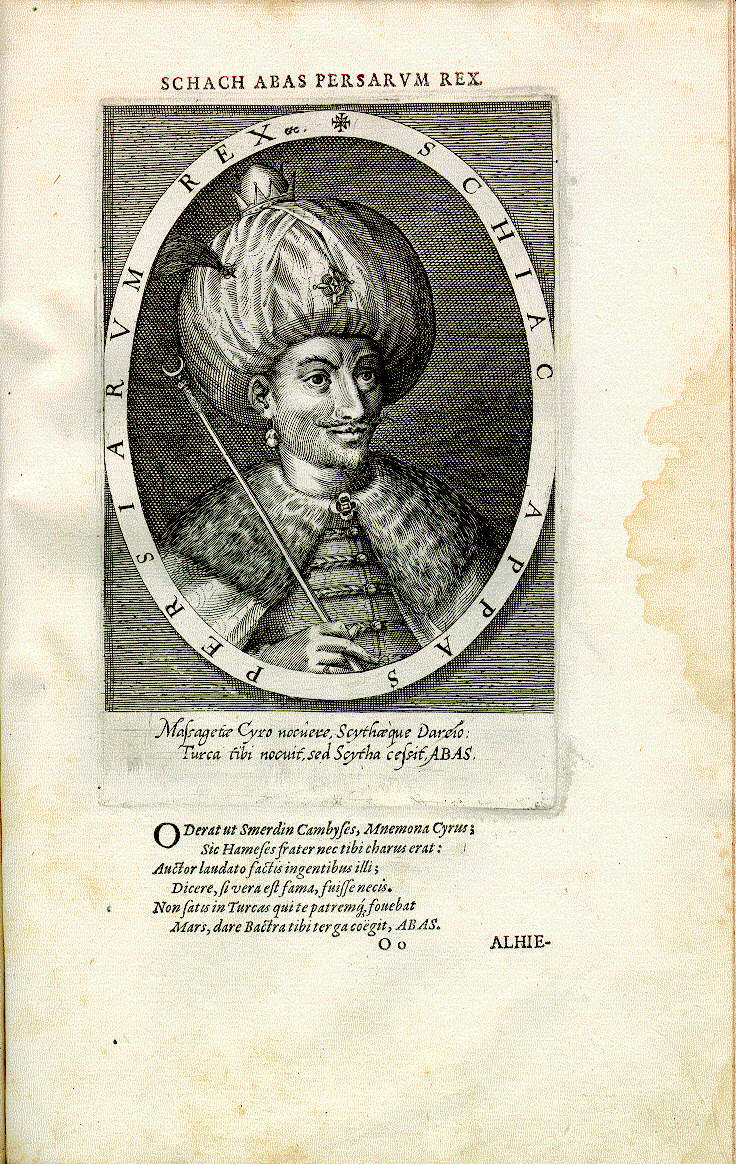
عباس الأول الصفوي

## أحداث
- 30 ذو الحجة: العثمانيون يدخلون موسكو بعد معركة دامية مع الروس قتل فيها 8 آلاف روسي، وقاموا بعد دخولهم بإحراق سراي كرملين بمساعدة خان القرم دولت كراي الأول الذي حصل على لقب «تخت آلان» وهو يعني كاسب العرش.

## مواليد
- محمد بن عبد الله معن الأندلسي
- عباس الأول الصفوي
- عبد القادر العيدروس